# NGC 3332
NGC 3332 este o galaxie LINER situată în constelația Leul. A fost descoperită în 18 ianuarie 1784 de către William Herschel. Se află la o distanță de 81,66 de megaparseci de Pământ.